# Wilhelm-Külz-Ehrennadel
Die Wilhelm-Külz-Ehrennadel war eine  nichtstaatliche Auszeichnung der Liberal-Demokratischen Partei Deutschlands (LDPD) der Deutschen Demokratischen Republik (DDR), die 1957 anlässlich des 7. Parteitages der LDPD als höchste Auszeichnung der Partei gestiftet wurde. Der Name bezieht sich auf Wilhelm Külz, den langjährigen Parteivorsitzenden.

## Verleihung
Ihre Verleihung für „hervorragende Verdienste um die Stärkung und Festigung der Partei“ erfolgte auf Beschluss des Sekretariats des Zentralvorstandes.

## Aussehen
Das vergoldete Abzeichen ist rund und hat einen Durchmesser von 26 mm. Es zeigt innerhalb dreier getrennter Ringe, die in den Farben Schwarz-Rot-Gold dargestellt sind, das Kopfporträt von Wilhelm Külz, welches wiederum von der Umschrift: FÜR HERVORRAGENDE VERDIENSTE (oben) und LDPD (unten) umschlossen wird. Die Rückseite zeigt eine querverlötete Nadel mit Gegenhaken.